# فین هادسن
فین هادسون (به انگلیسی: Finn Hudson) شخصیتی خیالی که در سریال موزیکال-کمدی-درام گلی شبکه رسانه‌ای فاکس بازیکن تیم فوتبال امریکایی دبیرستان بوده که بعدها وارد کلوپ شادی همان دبیرستان نیز می‌شود.به دلیل مرگ کوریمونتینه نقش بعد از فصل ۴ خالی ماند.